# Phaeomycena indica
Phaeomycena indica är en svampart som beskrevs av Sathe & J.T. Daniel 1981. Phaeomycena indica ingår i släktet Phaeomycena och familjen Tricholomataceae.   Inga underarter finns listade i Catalogue of Life.